# Peter Beyer (Designer)
Peter Beyer (* 29. Juni 1930 in Leipzig) ist ein deutscher Industriedesigner und Innenarchitekt.

## Leben und Werk
Beyer absolvierte ab 1946 eine Lehre als Zimmermann und arbeitete dann in seinem Beruf. Von 1950 bis 1954 studierte er in der Abteilung für Raumgestaltung der Kunstgewerbeschule der Stadt Leipzig bzw. Fachschule für angewandte Kunst. Danach war er bis 1960 als Innenarchitekt und Leuchtengestalter für den VEB Leipziger Werke tätig. Der Betrieb produzierte Wohnraum- und Repräsentativleuchten und stattete u. a. die agra-Gaststätte in Markkleeberg, das Café Prag in Dresden und das Ring-Café in Leipzig mit Leuchten aus. Nach der Auflösung des Betriebs führte der neugegründete VEB Leuchtenbau Leipzig diese Aufgaben weiter. Dort war Beyer von 1960 bis 1965 Objektleuchtengestalter, dann bis 1976 Leiter der Zentralen Gestaltungseinheit und von 1976 bis 1980 Chefgestalter.
Neben seiner beruflichen Tätigkeit machte Beyer ein externes Studium an der Hochschule für industrielle Formgestaltung Halle – Burg Giebichenstein, das er 1968 als Diplom-Architekt abschloss. Ab 1981 war er Chefgestalter im Lichttechnischen Zentrum Leipzig des VEB NARVA „Rosa Luxemburg“ mit weiteren 12 Designern. In dieser Funktion gehörte er auch der Leitung des Kombinats an. Zu seinen Projekten zählten u. a. die Komische Oper Berlin, das Opernhaus Leipzig, die Gemäldegalerie Dresden, große Hotels in Schweden, in Moskau und Leningrad, ein Konzertsaal in Aserbaidschan sowie Interhotels in Berlin, Leipzig und Weimar. Seine Arbeits-Maxime beschrieb er so: "Schöne Lampen und Leuchten, die zugleich zweckmäßig und ökonomisch sind  . . . mit der Formel "Licht nach Maß.""
Mitte der 1970er Jahre erhielt ein von Beyer entwickeltes außerordentlich variierbares Leuchtensystem Patentschutz. Es wurde u. a. im Palast der Republik und weltweit in weiteren Projekten eingesetzt.
Beyer war bis 1990 Mitglied des Verbands Bildender Künstler der DDR und u. a. 1979 auf der Bezirkskunstausstellung Leipzig sowie 1982/1983 auf der IX. Kunstausstellung der DDR in Dresden vertreten. Er war Dozent an der Fachschule für angewandte Kunst Heiligendamm und Gastdozent an der Technischen Hochschule Chalmers in Göteborg.
Nach der Auflösung des Lichttechnischen Zentrums im Zuge der deutschen Wiedervereinigung machte Beyer sich mit einem Architekturbüro in Markkleeberg selbstständig.

## Ehrungen
- 1980: Verdienter Aktivist
- 1982: Design-Preis der DDR
- 1983: Orden Banner der Arbeit III. Klasse

## Weitere von Beyer designte Produkte
- Schreibtischleuchte LD 9 (mit weiteren Designern; Produktion ab 1983 im VEB Narva Leuchtenbau Lengefeld; 1983 als Gutes Design  ausgezeichnet)[2]

## Publizierte Fachaufsatz Beyers (Auswahl)
- Umgang mit dem Neuen. In: Form+ Zweck, Berlin, 1/1985, S. 33/34[3]